# MTV Unplugged (Ricky Martin)
MTV Unplugged è il decimo album del cantante portoricano Ricky Martin pubblicato nel 2006, ed il primo dal vivo.

## Tracce

### CD
1. "Gracias Por Pensar En Mí" — 4:38
2. "Con Tu Nombre" — 4:20
3. "María" — 5:31
4. "Tu Recuerdo (Feat. La Mari De Chambao Y Tommy Torres)" — 4:07
5. "Perdido Sin Ti" — 4:26
6. "Asignatura Pendiente" — 4:19
7. "Vuelve" — 5:35
8. "Lola, Lola" — 4:20
9. "Volverás" — 5:05
10. "La Bomba" — 5:49
11. "Fuego De Noche, Nieve De Día" — 5:12
12. "Pégate" — 4:05

### DVD
1. Gracias Por Pensar En Mi (A Via Lactea)
2. Perdido Sin Ti
3. Tu Recuerdo
4. Maria
5. Asignatura Pendiente
6. Fuego De Noche, Nieve De Dia
7. Lola, Lola
8. Con Tu Nombre
9. Volveras
10. La Bomba
11. Vuelve
12. Pegate

## Classifiche
| Paese               | Posizione raggiunta |
| ------------------- | ------------------- |
| Argentina           | 3                   |
| Italia              | 74                  |
| Messico             | 2                   |
| Portogallo          | 28                  |
| Spagna              | 6                   |
| Stati Uniti         | 38                  |
| Uruguay             | 2                   |
| US Latin Pop Albums | 1                   |